# Nasrane Bacar
Nasrane Bacar est une athlète française, originaire de Mayotte, née le 17 janvier 1992 à Bandrele.

## Carrière
Elle remporte aux Jeux des îles de l'océan Indien 2015 la médaille de bronze du 100 mètres.
Elle est sacrée championne de France du 60 mètres en salle aux Championnats de France d'athlétisme en salle 2019 à Miramas, ce qui lui vaut une sélection pour les Championnats d'Europe en salle 2019 à Glasgow. 

## Décoration
- Médaille d'honneur de l'engagement ultramarin, échelon bronze (2024)[3].